# Nils-Udo
Nils-Udo (* 1937 in Lauf an der Pegnitz, Mittelfranken) ist ein deutscher bildender Künstler, der insbesondere für seine Beiträge zur Land Art bekannt ist.

## Leben
Nils-Udo lebte von 1950 bis 1960 in Fürth. Nach zahlreichen Reisen siedelte er 1960 nach Paris über.
Seine künstlerische Laufbahn begann Nils-Udo als Maler, wobei er schon in Paris Pflanzen und Naturmaterialien in seine Bilder inkorporierte.
Nach beinahe zehn Jahren als freier Maler zog Nils-Udo 1970 nach Oberbayern. 1972 wandte er sich von der Malerei ab und begann, mit der Natur zu arbeiten. Erste Erdarbeiten und Pflanzungen mit Bäumen und Sträuchern entstanden auf Wiesen, die er von Bauern pachtete.
Später realisierte er Landschafts-Interventionen u. a. in Frankreich, Österreich, Italien, Jugoslawien, Japan, Indien, Mexiko, Israel, Namibia, Reunión und Lanzarote. Seine Arbeiten, die häufig nur von kurzer Lebensdauer sind, dokumentiert Nils-Udo fotografisch. Seit 1980 realisierte er auch permanente Großprojekte für den Stadtraum. Seit 1989 entstehen auch wieder Gemälde.
Nils-Udo ist Mitglied im Deutschen Künstlerbund. Er lebt und arbeitet in Riedering (Chiemgau).

### Auszeichnungen (Auswahl)
- 1998: 1. Preis der Internationalen Triennale für Fotografie in Freiburg, Schweiz
- 1985: 1. Preis des internationalen Wettbewerbs Parc d’Éole in Brest

### Einzelausstellungen (Auswahl)
Nils-Udo hatte seit 1984 u. a. Einzelausstellungen in Frankreich, Österreich, Polen, Belgien, Italien, Kanada und wiederholt in Japan.
Zu den mit «K» gekennzeichneten Ausstellungen erschien ein Katalog.
- 2011 Nils-Udo Nature. L’dresse - Musée de La Poste, Paris, 30. Mai – 1. Oktober 2011 (Retrospektive)K,[3][4]
- 2006: Traces in Nature. Sala Picasso, Circulo de Bellas Artes de MadridK
- 2005: Maison des Arts, Paris
- 2004: Museé de Châteauroux, Straßburg
- 2003: Nester. kunst galerie fürthK,[5]
- 2002: Nils-Udo Towards Nature. Gunma Kunstmuseum, Tatebayashi / Hokkaido Obihiro Kunstmuseum / Iwate Kunstmuseum, MoriokaK
- 2000: L’art avec la nature. Centre européen d’actions artistiques contemporaines (CEAAC), Straßburg; Nils Udo. Musée Zadkine, Paris
- 1999: Nils-Udo. Galleria d’Arte Moderna e Contemporanea di Bergamo (GAMeC), Bergamo; Nils-Udo. Kunst mit Natur. Ludwig Forum für Internationale Kunst, Aachen / California Center for the Arts, Escondido, USAK
- 1995: Nils-Udo. Centro de la Imagen, Mexiko-Stadt

## Werk

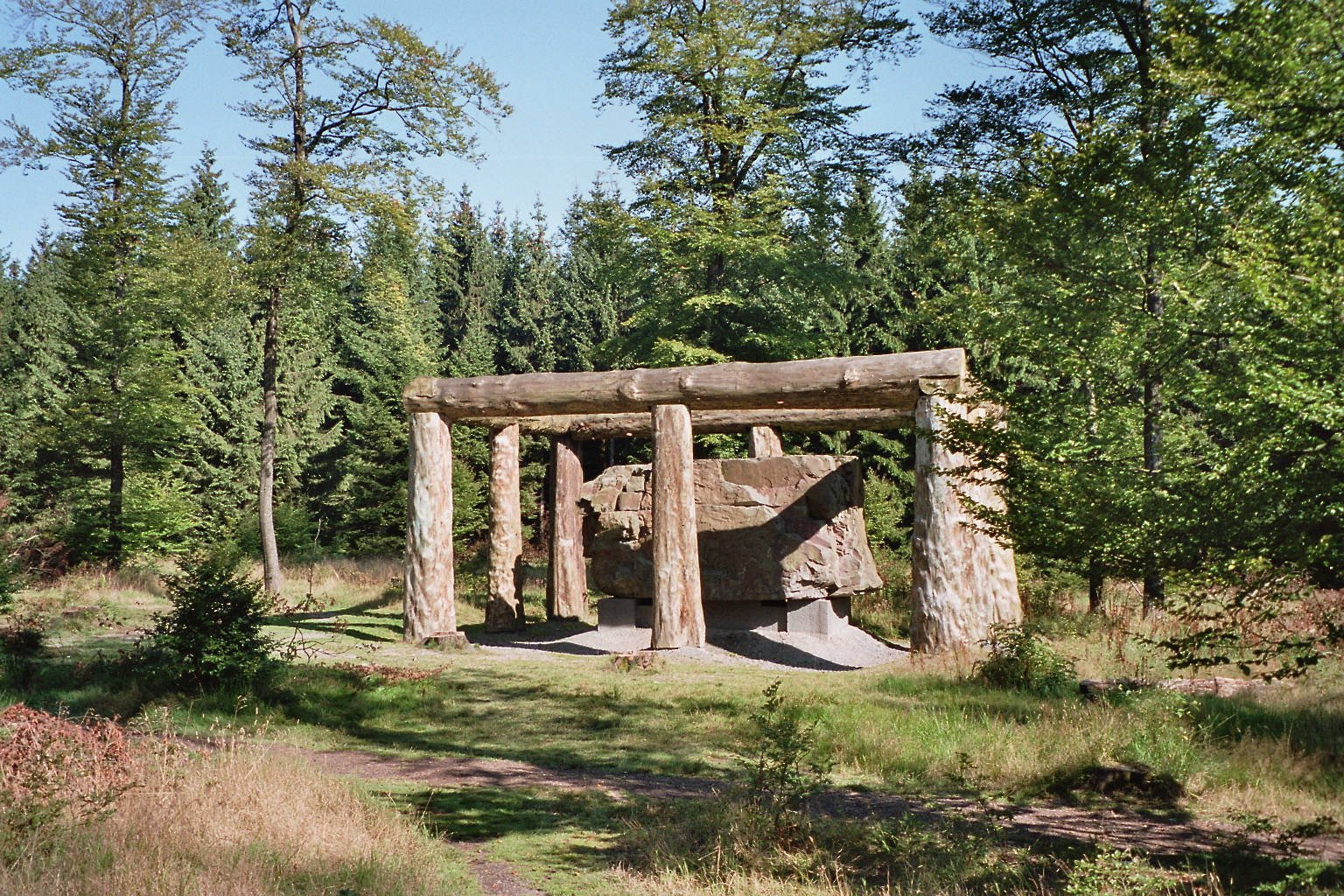
Stein – Zeit – Mensch (2001), Waldskulpturenweg Wittgenstein–Sauerland

Mit seinen Interventionen möchte Nils-Udo den Menschen für die Natur sensibilisieren.
Für die Bundesgartenschau 2005, München, beispielsweise legte Nils-Udo in einer gesondert dafür geschaffenen Erdmulde ein überdimensionales Vogelnest mit über 2 m großen Vogeleiern und bis zu 18 m langen Fichtenstämmen als Zweigen an. Der Besucher bewegte sich am Grund des Nests auf weißem Kies – der den Flaum darstellte – und erlebte so die 'Vogelperspektive' vom Nestinneren aus.
Für seine Arbeit Stein - Zeit - Mensch (2001) auf dem Waldskulpturenweg Wittgenstein–Sauerland brachte Nils-Udo einen etwa 150 t schweren Quarzit-Monolithen an die Erdoberfläche und umstellte ihn mit monumentalen Fichtestämmen, die der Sturm gefällt hatte. Auf den Betrachter wirkt der Monolith dadurch, als ob er Schutz benötigte, oder auch wie ein Tempelschrein.
Die meisten seiner Arbeiten sind jedoch weit weniger monumental. Eher feinfühlig arrangiert Nils-Udo, was er vorfindet – Steine, Zweige, Blätter, Blüten, Beeren, Sand, Salz –, und transformiert sie in Bilder, Metaphern und Symbole von oft poetischer Intensität.

„Meine Arbeit besteht darin, in der Natur, mit der Natur zu arbeiten, parallel zur Natur zu arbeiten und vor allem: aus ihr heraus zu arbeiten und für sie zu arbeiten. Das heißt: meine Arbeit besteht nicht darin, mit Artefakten die Natur zu möblieren, das funktioniert nicht.“

1996 kuratierte er einen von vier Songs (Art and Nature : Passion) für die multimediale CD-Produktion Eve von Peter Gabriel. Seine vielleicht bekannteste Arbeit ist das Platten-Cover für das Soundtrack-Album OVO gleichfalls von Peter Gabriel für die Millennium Dome Show im Jahr 2000.

### Werke im öffentlichen Raum (Auswahl)
- 1978: Nest, Lüneburger Heide (nicht erhalten)
- 1982: Der Turm und Pappelturm (1983), Skulpturenweg Kunstwegen
- 1992: Hain - Romantische Landschaft, Skulpturengarten des Ludwig Forum für Internationale Kunst, Aachen[8]
- 2001: Stein – Zeit – Mensch. Waldskulpturenweg Wittgenstein–Sauerland
- 2002: Habitat, Skulpturenweg Kunstweg MenschenSpuren (zerstört)[9]
- 2005: Das Nest, Bundesgartenschau 2005, München
- 2010: Burgenland - zwischen Schlosspark Herten und Landschaftspark Hoheward [10]

## Film
- Mit Wolken malen. Der Naturkünstler Nils Udo. Dokumentarfilm, Deutschland, 2009, 43:30 Min., Buch und Regie: Tilman Urbach, Produktion: BR, arte, Filminformationen und Fotos vom Bayerischen Rundfunk.